# Manuel Sierra Álvarez
Manuel Sierra Álvarez (Villablino, León; 1951) es un pintor, muralista, cartelista, dibujante, ilustrador y diseñador gráfico español. Ha colaborado como escenógrafo teatral y es editor habitual de grabados, serigrafías y litografías. Vive y trabaja en su taller de Simancas, Valladolid.

## Pintura de Manuel Sierra
Sierra pinta y dibuja desde los 12 años, pero no será hasta los últimos años de la década de los 70 cuando decide dedicarse exclusivamente a la pintura. Desde entonces expone regularmente en circuitos de galerías nacionales e internacionales, tanto privadas como institucionales acudiendo periódicamente con su obra a ferias y bienales.
En su obra, Sierra utiliza óleo, acrílico, acuarela, cera y técnicas mixtas. Es habitual la presencia de pájaros, tanto quietos como en movimiento, alusivos a sus ideas republicanas.

## Exposiciones
Además de numerosos murales, muchos de ellos de carácter reivindicativo, carteles y diseños publicitarios Sierra ha realizado las siguientes exposiciones:
| - 1973 - Grabados y fotomontajes. AILA. Laredo. Santander - 1977 - Pequeño formato. Alianza francesa. Valladolid. - 1978 - Retrato. Caja de Ahorros Provincial de Valladolid. - 1978 - Ulrike. Casa Vieja. Simancas. Valladolid. - 1979 - Los tres poderes. El Alcarabán. Salamanca. - 1984 - Cuba. La Tertulia. Salamanca. - 1985 - El Circo. Casa Lis. Salamanca. - 1985 - Trece Noches. La Gárgola. Valladolid. - 1986 - Terrorismo de Estado. Villalar. Valladolid. - 1986 - Babia en el Corazón. Caja de Ahorros Provincial de Valladolid. - 1986 - Trece Personajes. Casa Vieja. Simancas. Valladolid. - 1987 - Paisajes. Casa Municipal de Cultura. Avilés. Asturias. - 1987 - Paisajes de la Montaña. Casa de Cultura de Villablino. León. - 1987 - Retratos del Papa en Puertas de Frigorífico. El Minotauro. Valladolid. - 1988 - Trece Camisetas. El Crisol. Valladolid. - 1988 - Retratos. Anima. Sevilla. - 1988 - Tatuajes. Desafinado. Alicante. - 1988 - A modo de Bodegones. El Barco. Valladolid. - 1991 - Pintura. La Ermita. Tudela de Duero. Valladolid. - 1991 - Tres en La Habana. La Habana. Cuba. - 1991 - Tótem. Casa Revilla. Valladolid. - 1991 - Pintura. Galería Castilla. Valladolid. - 1993 - Tótem. Galería Silió. Santander. - 1993 - Paisajes. Sala Barbasán. (CAI) Zaragoza. - 1994 - Bosques. Sala de exposiciones del Palacio de Pimentel. Valladolid. - 1994 - Pintura Urbana. El Minotauro. Valladolid. - 1994 - Bosques. Galería del Barco. Sevilla. - 1995 - Pintura. Sala de exposiciones de la Biblioteca Pública del Estado. León. - 1995 - Artesur. Granada. - 1996 - Ciudades Amarillas. Galería Luiz Verry. Sevilla. - 1996 - Kasbah. Galería Línea de Arte. Valladolid. - 1996 - La Luna. Noja. Santander. - 1996 - Diez retratos de Durruti. C. Benito. León. - 1996 - 42 Cuadros, 42 Grabados. Milagros (Burgos). - 1997 - Arcale. Salamanca. - 1997 - Academie Internationale des Arts Georgette Dupouy-Dax. Francia. - 1997 - Rincones. Pola de Allande. Asturias. - 1997 - 1ª Bienal de Florencia. - 1998 - 10 pinturas dentro de cajas. Minotauro. Valladolid. - 1998 - Pinturas. Galería Dasto. Oviedo. - 1998 - El Carro Rojo. Exposición itinerante por Castilla y León. - 1998 - Paisajes-Interiores. Galería Sardón. León. - 1999 - Paisaje Alrededor. Galería Lorenzo Colomo. Valladolid. - 1999 - Vuelta a casa. Casa de Cultura. Villablino. León. - 1999 - 2ª Bienal de Arte Contemporáneo de Florencia. - 2000 - El Circo. Galería Castilla. Valladolid. - 2000 - Dibujos preparatorios. El Minotauro. Valladolid. - 2000 - Feria Internacional de Arte de Gante. Bélgica. - 2000 - Arte Santander. Santander. - 2000 - Pintura. Sala Barbasán (CAI). Zaragoza. - 2001 - Los cuadros de la orilla. Galería Sardón. León. - 2001 - Pintura. Galería El Cantil. Santander. - 2001 - Pintura. Galería Artis. Salamanca. - 2001 - Pintura. Galería Espacio 36. Zamora. - 2001 - Pájaros pintados sobre loza. Galería Lorenzo Colomo. Valladolid. | - 2002 - Arcale. Feria Internacional de Arte. Salamanca. - 2002 - Todos somos rehenes. Minotauro. Valladolid. - 2002 - Las Casas del Agua. Sala de Esposiciones del MUVA (UVa). Valladolid. - 2002 - Feria Internacional de Arte. Gante. Bélgica. - 2003 - Pintura. Galería Nave 10. Valencia. - 2003 - Pintura. Galería El Cantil. Santander. - 2003 - Loza Pintada. Galería Lorenzo Colomo. Valladolid. - 2003 - Con la sangre al cuello. Fundación S.S. Montes. Valladolid. - 2003 - Tras caras. Exposición de máscaras teatrales en el Festival Internacional de Teatro de Calle. Ciudad Rodrigo. Salamanca. - 2003 - Desnudos. Feria Internacional de Arte. Gante. Bélgica. - 2004 - Las Casas del Agua. Galería Ra del Rey. Madrid. - 2004 - Arte Santander. Santander. - 2004 - Pintura. Galería Androx. Vigo. - 2005 - Casa de Cultura. Villablino. León. - 2005 - Feria Internacional de Arte Contemporáneo. La Haya. Holanda. - 2005 - Galería Androx. Vigo. - 2005 - Feria de Arte Contemporáneo. Gante. Bélgica. - 2005 - Un puñado de cuadros. Galería Lorenzo Colomo. Valladolid. - 2005 - Cartel y ciudad. Centro Cívico Rondilla. Valladolid. - 2006 - Memoria del agua. G. Espacio 36 Zamora. - 2006 - Jebiwool Art Museum. Corea del Sur. - 2006 - Retrospectiva y pintura reciente. Galería Auguste Brizeux. Scaër. Francia. - 2006 - Paisaje alrededor. Galería El Cantil. Santander. - 2006 - Desnudas. Ítaca. Santander. - 2006 - Arcale. Valladolid. - 2006 - Veinte cuadros pequeños. El Portón. Valladolid. - 2007 - La pintura quieta. Galería Sardón. León. - 2007 - Pintura 2007. Galería L. Colomo. Valladolid. - 2007 - Arcale. Valladolid. - 2007 - El arte de viajar. Cuadernos de viaje. Fundación S. y S. Montes. Valladolid. - 2007 - Las marcas del tiempo. Fundación Díaz Caneja. Palencia. - 2007 - Espacio Broadway. Valladolid - 2007 - El paisaje dormido. Sala Murillo. Oviedo. - 2008 - Escrituras dibujadas. 41 Feria del libro. Valladolid. - 2008 - El vino en la mesa. El Portón. Valladolid. - 2008 - Circo desnudo. G. Ra del Rey. Madrid. - 2008 - Circo. Galería B. del Arte. La Coruña. - 2008 - Paisaje alrededor. G. Marieta Negueruela. Palencia. - 2009 - Los cuadros de la nieve. G. Blancarte. Valladolid - 2009 - Pájaros volando sobre los trigos. G. Lorenzo Colomo. Valladolid. - 2010 - Gente de circo. G. Artis. Salamanca. - 2010 - Año de nieves. G. Sardón. León. - 2010 - Agua. El Portón. Valladolid. - 2010 - Pacífico vuelo. G. Espacio 36. Zamora. - 2010 - Pinturas de cerca. G. Murillo. Oviedo. - 2011 - Paisajes en el interior. Galería Lorenzo Colomo. Valladolid - 2011 - La Resistencia de la Estética. Museo Patio Herreriano de Arte Contemporáneo Español. Valladolid - 2013 - Gente de circo. Galería Espacio 36. Zamora. - 2013 - Estos pájaros pequeños. Coco. Valladolid. - 2013 - Interiores. Galería Lorenzo Colomo. Valladolid. - 2014 - Las marcas del tiempo. Galería de Arte La Maleta. Valladolid. |

## Publicaciones
Como autor
- 2011- La resistencia de la estética. Las cajas de Manuel Sierra. Gráficas Celarayn, ISBN 978-84-936521-4-2

Como ilustrador
- 2011 - La verdadera historia de la humanidad jamás contada ni dibujada, Bermejo Barrera, José Carlos, Sierra Álvarez, Manuel (il.), Foca Ediciones, ISBN 978-84-96797-44-4
- Sobre Sierra
- 2007 - Gavilán, Enrique, El Combate del Centauro. Sociedad, juego y subversión en los carteles de Manuel Sierra, con fotografías de Chusmi, L. Laforga y M. Temprano, Ed. Mata, ISBN 84-611-6569-8.